# Steve Williams (wrestler)
Steven Williams, mai cunoscut sub numele de ring „Dr. Death” Steve Williams, (n. 14 mai 1960, Lakewood⁠(d), Colorado, SUA – d. 29 decembrie 2009, Colorado, SUA) a fost un luptător profesionist american, jucător de fotbal colegial și luptător amator. El a fost cel mai bine cunoscut pentru timpul petrecut în All Japan Pro Wrestling (AJPW) în anii 1990 și începutul anilor 2000.
Williams a fost de trei ori campion mondial la wrestling la categoria grea, câștigând de două ori Campionatul mondial de greutate grea UWF și, în 1994, o dată Campionatul la categoria grea Triple Crown. Pe lângă succesul său la simplu, Williams a obținut notorietate în Japonia în competiția pe echipe, câștigând de opt ori Campionatul Mondial pe echipe alături de partenerii de echipă remarcabili Terry Gordy, Gary Albright și Vader. Succesul său pe echipe a continuat în America de Nord, câștigând titluri de echipă în Mid-South (UWF), World Championship Wrestling și NWA United States Tag Team Championship, precum și câștigând World's Strongest Tag Determination League de două ori cu Gordy și Mike Rotunda.
În 2004, Williams a fost diagnosticat cu cancer la gât și a suferit o intervenție chirurgicală cu succes în anul următor. A continuat să lupte pe circuitul independent până când cancerul i-a revenit în 2009, murind în acel an la vârsta de 49 de ani. Williams a fost inclus postum în WWE Hall of Fame în 2021, ca parte a Legacy Wing.